# Дуглас Рід
Дуглас Рід (англ. Douglas Reed) (1895–1976) — британський журналіст та письменник. Його книга «Ярмарок божевілля» (англ. Insanity Fair) (1938 рік) стала одним з найвпливовіших засобів поширеннія інформації про стан Європи та манію величі Гітлера перед Другою світовою війною. До моменту його смерті Рід був дещо забутий світовою спільнотою, напевно через його опозицію сіонізму, що була викладена ним в політико-історичній праці «Суперечка про Сіон» (англ. The Controversy of Zion), видана через 9 років після смерті Ріда в 1985 році.

## Напрямки творчості
Довготривалий аналіз історичних документів та журналістська робота дозволили Ріду зробити висновок про сіоністську змову, метою якої є світове панування над людством. Крім того, Рід відстоював антикомуністичні та антифашистські ідеї, що мало відображення в його творчості.

## Біографія
У віці 13 років Рід почав працювати посильним, а у 19 років став банківським клерком. З початком Першої Світової війни він був мобілізований до лав британської армії, де проходив службу в Королівських ВПС. Під час повітряного бою літак Ріда було підбито та охоплено полум'ям, внаслідок чого обличчя Ріда сильно обгоріло.

## Журналістська діяльність
В 1921 році він почав працювати на посаді телефоніста та клерка газети The Times, де згодом, у віці 30 років, він став помічником редактора. У 1927 році Рід переїздить до Берліна як позаштатний кореспондент The Times. Згодом Рід стає головним європейським кореспондентом цієї газети та переїздить до Відня. На цій посаді Рід готує репортажі з таких європейських центрів як Варшава, Москва, Прага, Афіни, Софія, Бухарест і Будапешт.
За словами Ріда, він залишив свою роботу в знак протесту проти політики умиротворення Гітлера після Мюнхенської угоди 1938 року. У книзі «Десь на південь від Суецу: подальше дослідження грандіозного проєкту ХХ століття» (1949), Рід пише, що його відставка стала відповіддю на цензуру преси, що завадила йому оприлюднити результати журналістського розслідування щодо «фактів про Гітлера і націонал-соціалізм». Рід вважав, що, ставши "журналістом без газети, «він буде вільний від цензури. Під час Другої світової війни в Рід працював в Англії, а 1948 році, він переїхав до Південної Африки.
В 1951 році Рід публікує книгу „Далеко та широко“ в якій приводиться аналіз історії США в контексті політичних подій в Європі. Критика на адресу вищих політичних сил країни та діячів призвела до бойкоту письменника видавництвами, представниками книготоргівлі; вже опубліковані книги вилучались з бібліотек без повернення. Подібна травля могла вказувати лише на те, що Рід торкнувся теми, що могла мати небезпечні наслідки для тих, про кого він писав.
Проте навіть така ситуація не зламала Ріда, який проводить близько 3 років в бібліотеках та архівах, збираючи інформацію для найбільш відомої книги — „Суперечка про Сіон“, якій судилося побачити світ лише після смерті Ріда. В цьому неоднозначному творі приводиться аналіз талмудичного Сіонізму та розкриваються його вплив на сучасну світову політику.

## Публікації
- Спалення рейхстагу (англ. The Burning of the Reichstag), 1934
- Ярмарок Божевілля (англ. Insanity Fair: A European Cavalcade (Jonathan Cape), 1938
- Велика ганьба (англ. Disgrace Abounding), 1939
- Вогонь та бомби: порівняння пожежі Рейхстагу та вибухів бомб в Мюнхені (англ. Fire and Bomb: A comparison between the burning of the Reichstag and the bomb explosion at Munich), 1940
- Немезида? Історія Отто Штрассера (англ. Nemesis? The Story of Otto Strasser), 1940
- Історія мого часу (англ. History in My Time Отто Штрассер, переклад з німецького Д.Рід, 1941
- Прокрок в домі (англ. A Prophet at Home), 1941
- Всі наші завтрашні дні (англ. All Our Tomorrows), 1942
- Падіння (англ. Downfall), п'єса, 1942
- Щоб не шкодувати (англ. Lest We Regret), 1943
- Наступний горизонт: або прогрес Йомана (англ. The Next Horizon: Or, Yeomans' Progress), новела, 1945
- Китайські тіні (англ. Galanty Show), новела, 1947
- Від диму до задухи: продовження Ярмарку божевілля (англ. From Smoke to Smother (1938-1948): A Sequel to Insanity Fair), 1948)
- Мотиви здоров'я (англ. Reasons of Health) новела, 1949
- Десь на південь від Суецу: подальше дослідження грандіозного проєкту XX століття» (англ. Somewhere South of Suez: A further survey of the grand design of the twentieth century), 1949
- Широко та далеко (англ. Far and Wide), 1951
- Битва за Родезію (англ. The Battle for Rhodesia), 1966
- Облога Південної Африки (англ. The Siege of Southern Africa), Йоханнесбург, The Macmillan Group, ISBN 0-86954-014-9, 1974
- За лаштунками (англ. Behind the Scene) Dolphin Press, 1975; Noontide Press, 1976, ISBN 0-911038-41-8)
- Грандіозний проєкт XX століття (англ. The Grand Design of the 20th Century), Dolphin Press, 1977
- Правило трьох (англ. Rule of Three), новела
- В'язень Оттави (англ. Prisoner of Ottawa), новела
- Суперечка про Сіон (англ. The Controversy of Zion), 1955, опубліковано вперше в 1985 році